# Alfred Mohr
Alfred Mohr (Viena, 21 de janeiro de 1913) é um ex-ciclista austríaco. Competiu em duas provas de ciclismo de pista nos Jogos Olímpicos de Verão de 1936, disputadas na cidade de Berlim.